# 西蒙娜·克鲁佩茨凯特
西蒙娜·克鲁佩茨凯特（1982年12月13日—）是一名立陶宛女子职业自行车运动员。她曾参加2004年、2008年、2012年和2016年四届奥运，最好名次是2004年雅典奥运女子500米计时赛的第4名。